# Хангины
Ханги́ны (монг. Хангин) — южно-монгольский этнос, проживающий на территории Внутренней Монголии. Также входят в состав некоторых других монгольских народов, помимо Внутренней Монголии проживают на территории Монголии и Бурятии.

## Этноним
Согласно Аюудайн Очиру, ханглы — слово тюркского происхождения, в монгольском языке произносилось как канглин ~ ханглин, что известно из «Сокровенного сказания монголов». Однако после XVII в. слово ханглин стало произноситься монголами как хангин. Впервые слово хангин отмечено в описях в 1689 г. Основой слова канглы является тюркское слово gaƞli (телега и упряжка). Предположительно, дальние предки хангинов находились среди уйгурских аристократических верхов, которых, как известно по источникам, именовали өндөр тэрэгтэн (людьми с высокими телегами). Название со смыслом «телега, упряжка», как показано выше, сохранилось до наших дней.

## История
Г. Н. Потанин на основе сходного произношения слова хортон, которым называли, согласно преданиям, дальнего предка западных бурят-хангинов, с именем Хоридоя, родоначальника хоринцев, считал, что хангины имеют единое происхождение с хоринцами. Г. Н. Румянцев, придерживаясь этой версии, связывал происхождение хангин с хальбин, одним из 11 хоринских родов. Хангины упоминаются в призываниях западно-бурятского рода шарайд. Согласно хангинской легенде, у Хоридой-мэргэна и девы-лебеди Хобоши, или Харабшихан (Хурабшиха), родились два ребенка — мальчик Шарайд и девочка Хангин. Та однажды случайно проглотила градинку и забеременела. Бытовало суеверие — почему хангинские девушки боятся града, так как считалось, что если наступишь — то осквернишь память предков. По мнению Б. С. Дугарова, это отголосок древней легенды, по которой хан государства Сяньби Таншихай родился от женщины, проглотившей градинку. Сам же Хоридой-мэргэн является предком хори-бурят, а в числе 11 хоринских родов упоминается род шарайд.
Согласно другой версии, хангины ведут свое происхождение от тюркского племени канглы. Б. З. Нанзатов отмечал, что монголы племени хангин, расселенные во Внутренней Монголии, считают, что этноним хангин представляет собой монгольскую версию этнонима канглы. Версию о происхождении хангинов от канглы также поддерживает Аюудайн Очир.
Согласно Аюудайн Очиру, тюркский род канглы вошел в монгольскую среду, омонголился и стал называться хангин. Канглы иногда произносится как ханглы(н). Ханглы являются этнической группой, родственной кыпчакам. Поэтому иногда их отмечали под общим названием кыпчак.
С XI до середины XII вв. земли, занимаемые канглы и кыпчаками, простирались от Иртыша до Каспийского моря и р. Волги на западе, от казахских степей до восточных земель Аральского моря на юго-западе. Во второй половине XII в. восточные канглы заселяли земли от р. Или до нижнего течения р. Сырдарьи. Главная ставка Каракорум располагалась в долине р. Сырдарьи. По некоторым данным, в конце XII в. их самая восточная часть находилась под властью кереитского Тогорил-хана, в начале XIII в. часть канглы последовала за Чингисханом. Однако основная часть канглы оказывала сопротивление монгольским нашествиям, была завоевана ими только в 1220-х гг. Часть их была переведена на монгольские земли, где их заставляли работать на военные и хозяйственные нужды Великого Монгольского государства, а затем Монгольского государства Юань. В «Сокровенном сказании монголов» они отмечены как канглин. В 1286 г. по указу Хубилай-хана была увеличена численность войск канглин и кыпчаков, часть их была переведена на службу ханских дворцов и личной охраны. По сведениям «Юань ши», во времена правления Хубилая часть корпусов армии государства Юань состояла из войск кыпчаков, канглин и харлук. В описываемый период три известных полководца из рода канглы успешно сражались в рядах монгольской армии в Южном Китае и на западе. Кыпчаки и канглы также принимали активное участие в войне Хубилая против Аригбуги, Хайду и Наяа. За длительный период службы у монголов часть их омонголилась, образовав собственный род канглин.
После падения Монгольского государства Юань большинство канглин попали под власть представителей рода чингизидов. В источнике отмечено, что в середине XVI в. Гунбилэг-джинон, внук Батумунху Даян-хана, при наделении собственностью своих девяти детей передал третьему сыну Ойдарме подданных, называвшихся далад, ханглин, меркит и баганаг. В цинский период один из семи ордосских хошунов назывался хангин, так как его  основное население состояло из потомков ханглин, которые в середине XVI в. находились во власти Ойдармы. Некоторые потомки ханглин, переведенные в XIII в. на монгольские земли, еще до XVII в. попали под власть халхаских правителей. Свидетельством этого является наличие в современной Монголии родов хангин, хар хангид и шар хангид. Относительно наличия хангин среди западных бурят можно сказать, что после распада Монгольского государства Юань они с частью хоринцев и баргутов попали к ойратским правителям, перекочевали на Алтай, где находились вплоть до конца XVII—начала XVIII вв. в составе Джунгарского ханства. Затем они откочевали на восток и обосновались среди западных бурят.

## Расселение

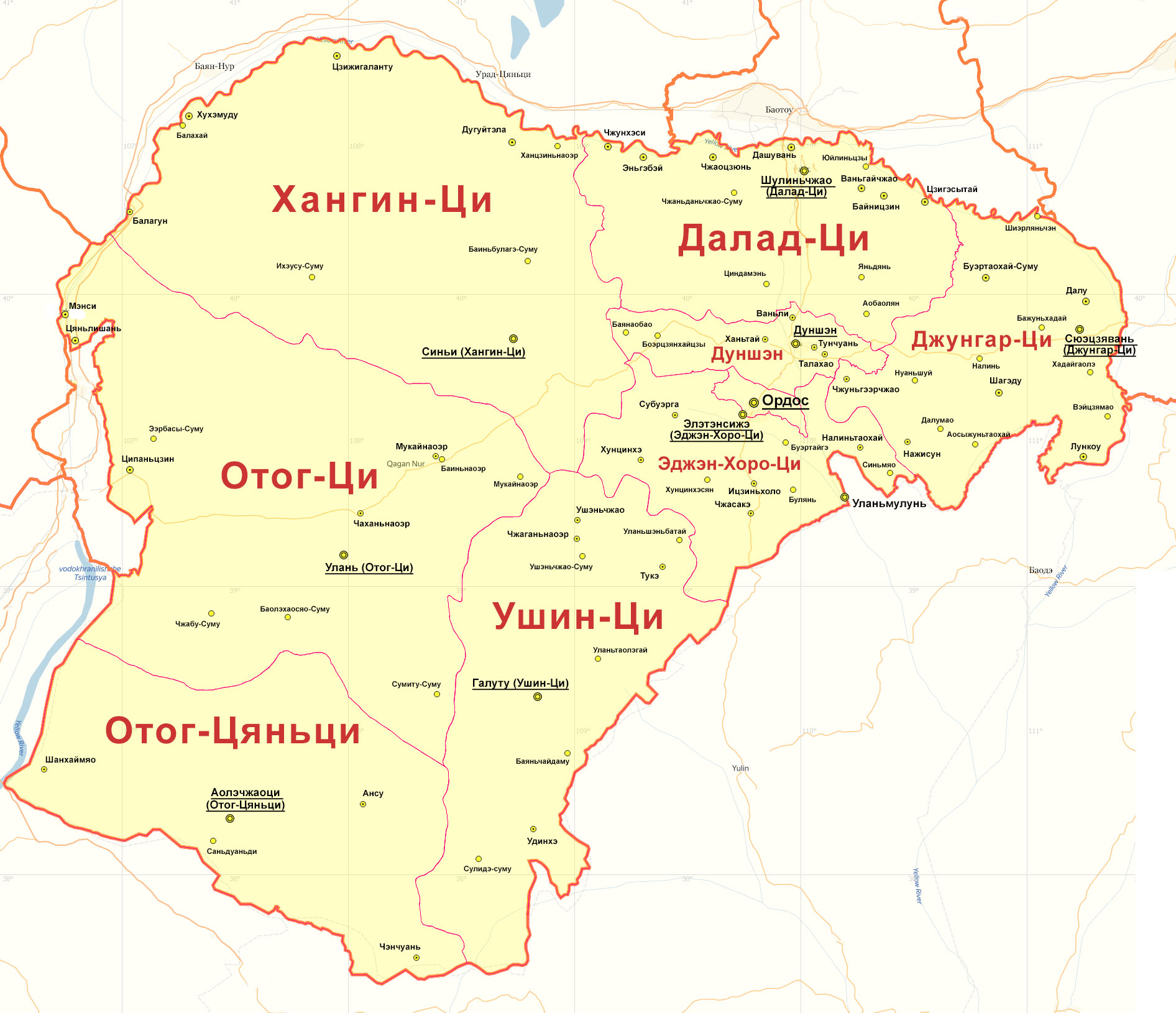
Городской округ Ордос.

В настоящее время хангины проживают на территории хошуна Хангин-Ци городского округа Ордос, хошуна Хангин-Хоуци, уезда Уюань и района Линьхэ городского округа Баян-Нур Внутренней Монголии. Во Внутренней Монголии зарегистрированы роды хангин, хангинчууд. Хангины также упоминаются в составе ордосских тумэнов. 
На территории Монголии роды хангин, хангид, шар хангид, хар хангид зарегистрированы в сомонах Жаргалан, Заг, Баянцагаан, Баян-Өндөр Баянхонгорского аймака; сомонах Гурванбулаг, Бүрэнхангай Восточно-Гобийского аймака; сомоне Хатанбулаг Булганского аймака; сомонах Баян-Уул и Хулунбуир Восточного аймака; сомонах Эрдэнэ, Мөнгөнморьт, Алтанбулаг, Баян, Баянцагаан Центрального аймака; сомонах Дадал и Цэнхэрмандал Хэнтэйского аймака. Хангины отмечены в составе халха-монголов и хамниган (род хангид).  
Хангины входят в состав этнических групп бурят: булагатов, баргутов, хамниган (род хангид), балаганских и селенгинских бурят.